# Noiserock

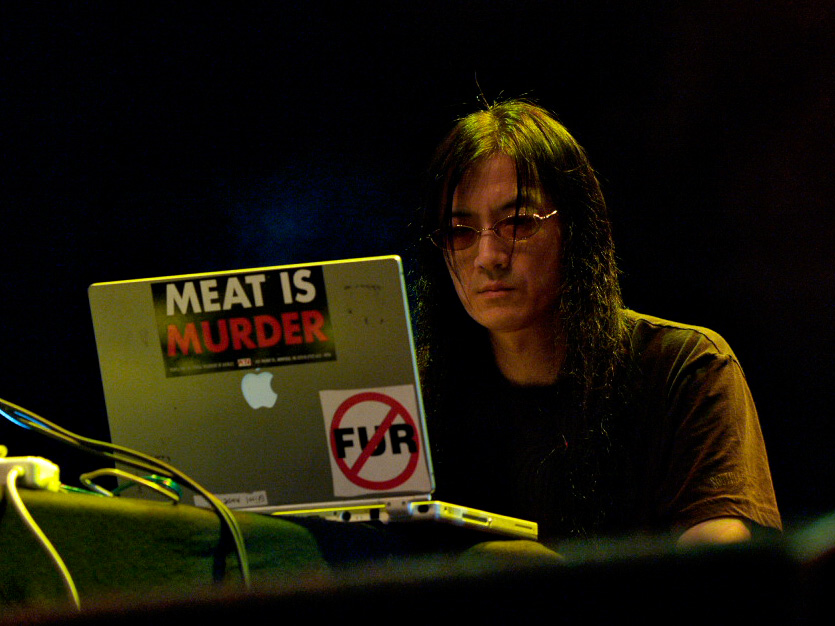
Merzbow

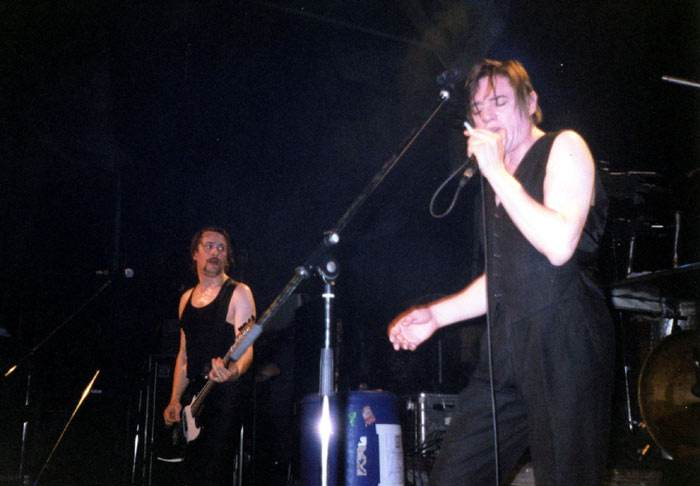
Einstürzende Neubauten

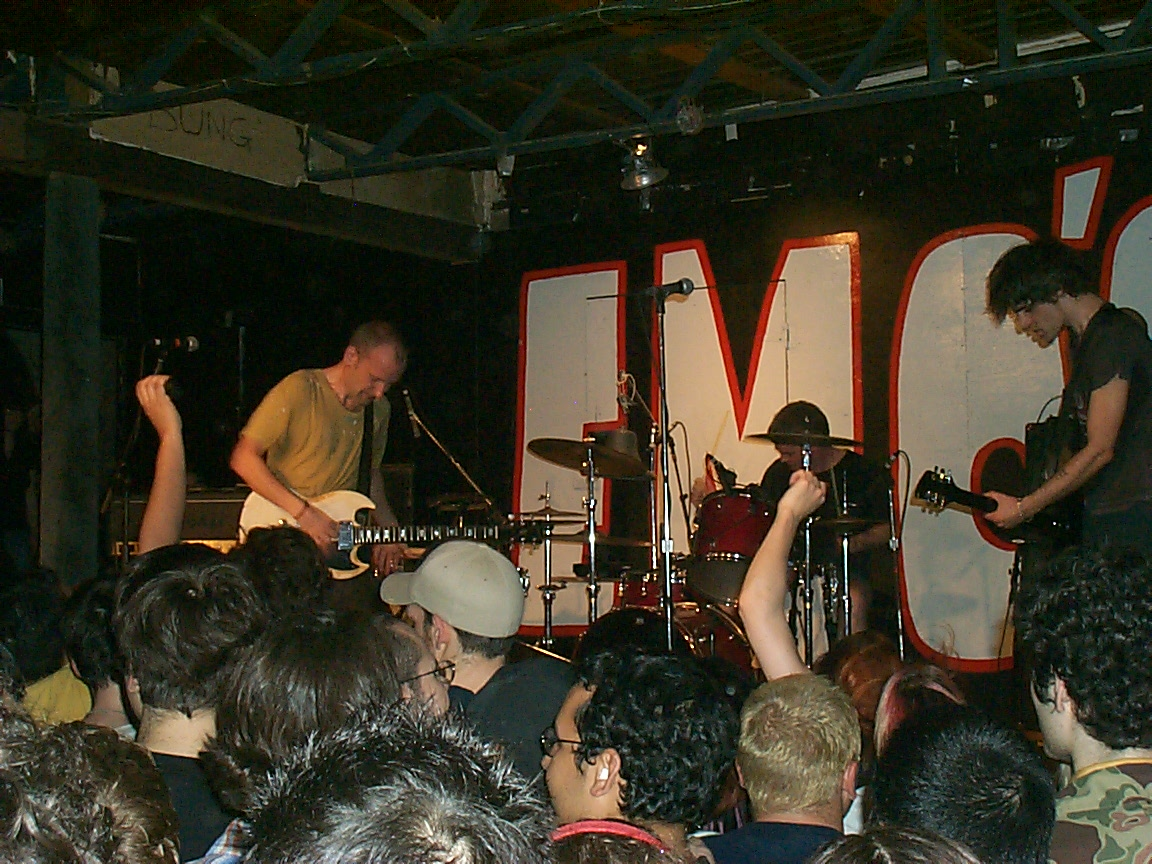
Fugazi

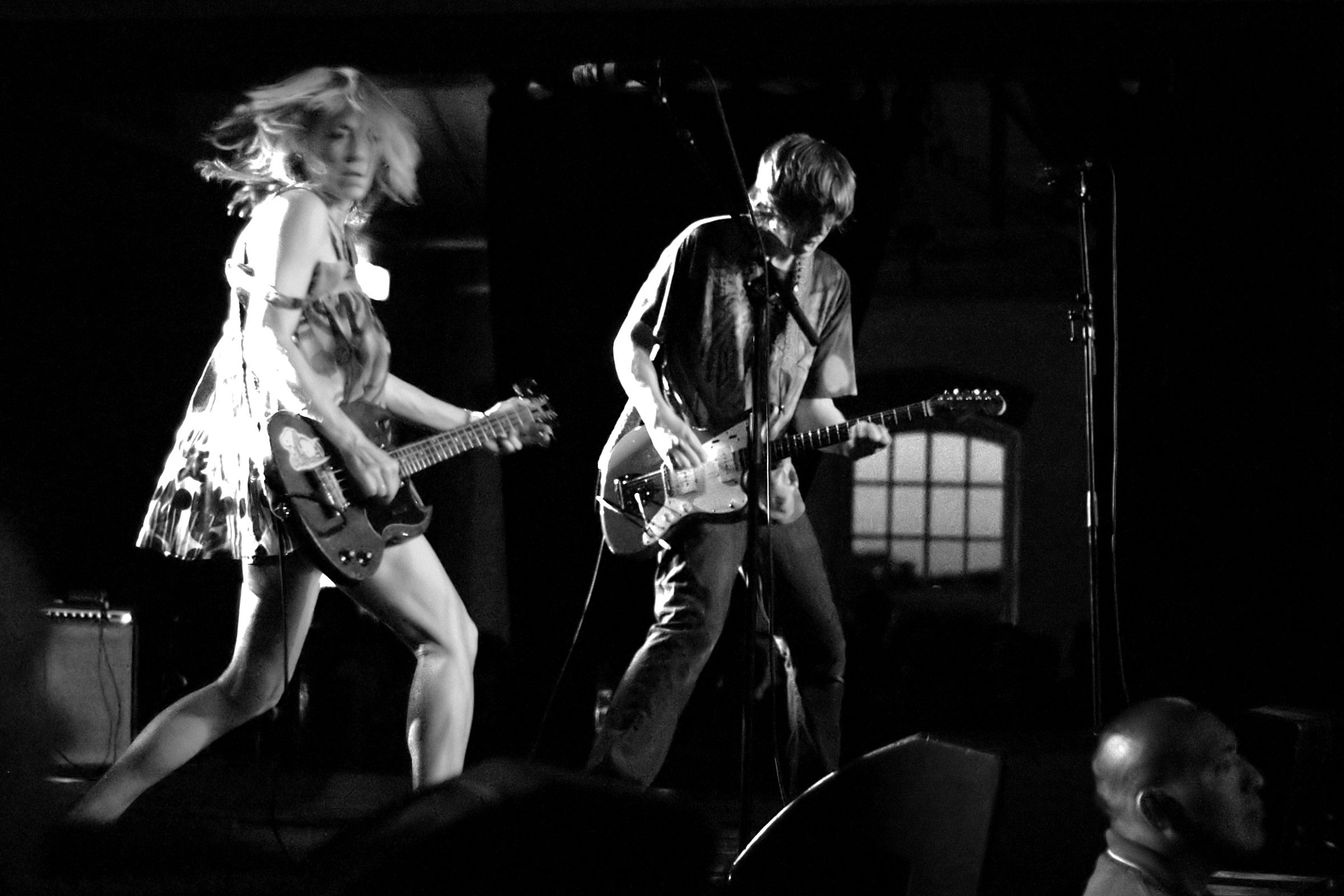
Sonic Youth

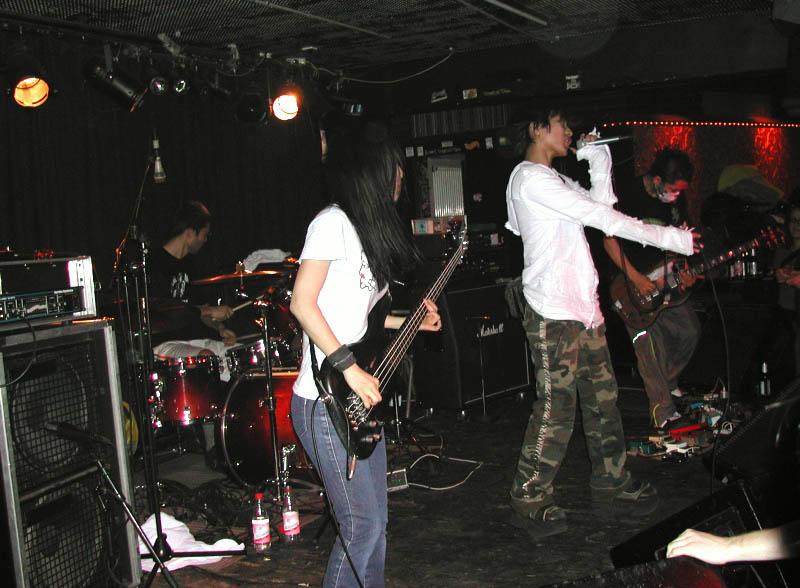
Melt Banana

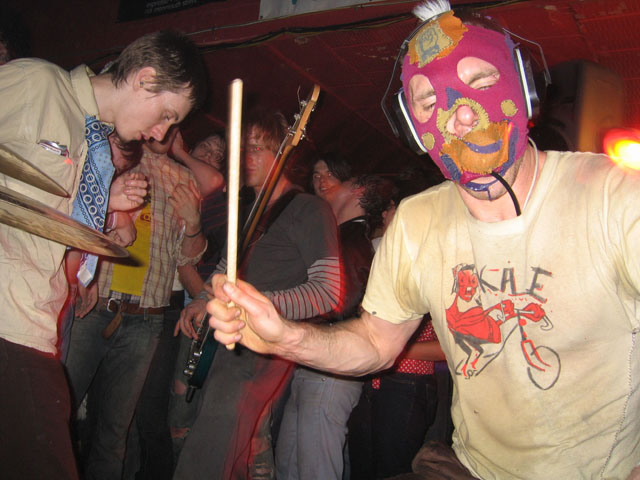
Lightning Bolt

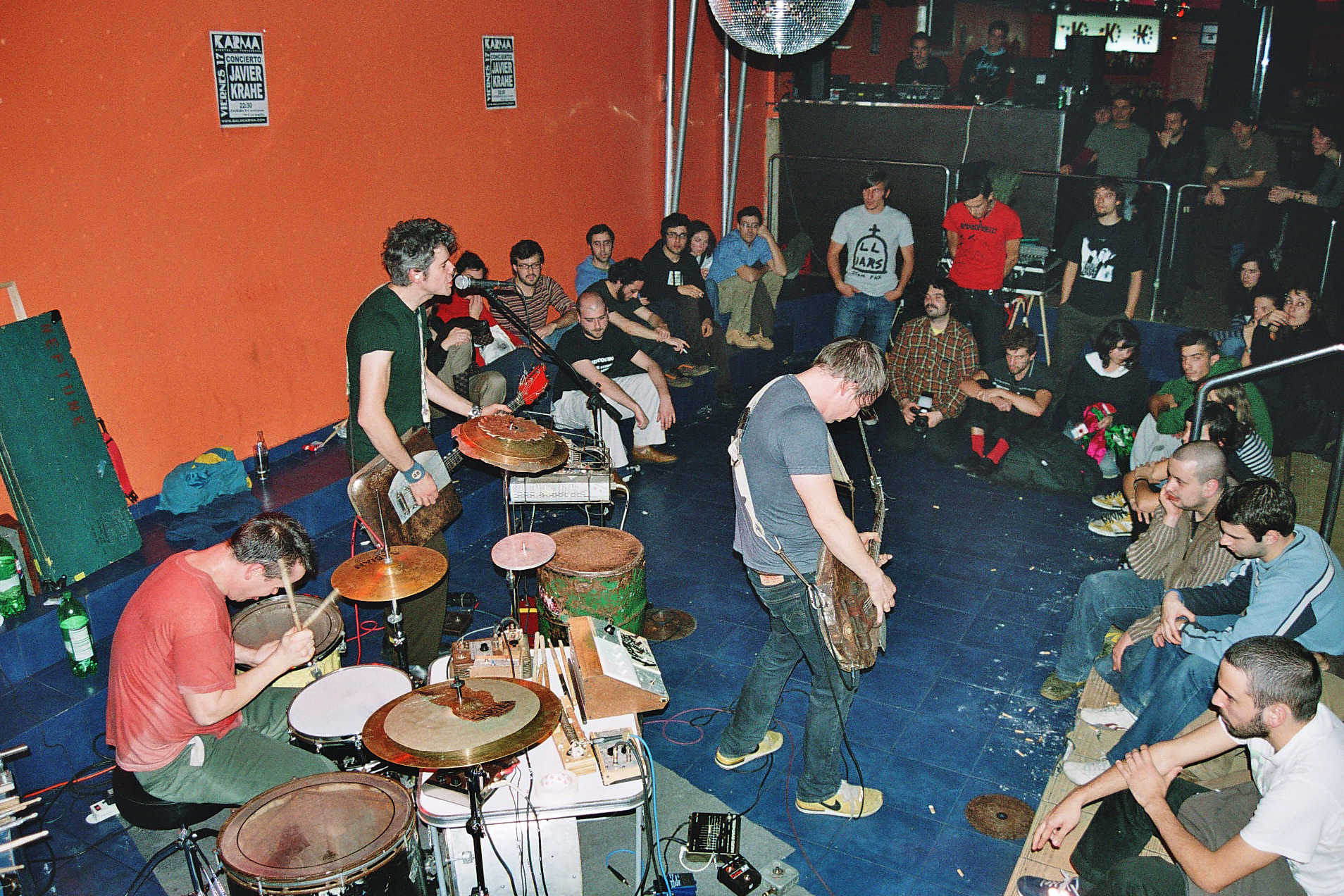
Neptune

Noiserock is een genre van op indierock en punkrock georiënteerde kunstmuziek dat wordt gekenschetst door de Engelse naam: noise betekent ruis. Het is een voor leken moeilijk te beluisteren muziekstijl waarbij wordt gezondigd tegen alle regels die doorgaans in popmuziek gelden. De oorsprong ligt in de punk en de modern klassieke stroming noise. Veel geluiden van niet-muzikale bronnen worden gebruikt in noisemuziek, zie ook soundscapes, of zijn gemaakt met een extended technique als bijvoorbeeld circuit bending, geprepareerde gitaar en 3rd bridge-gitaar. Tevens wordt veelvuldig gebruikgemaakt van scordatura; alternatieve gitaarstemmingen.

## Geschiedenis

### De pioniers en het ontstaan
Voortvloeiend uit L'Arte dei rumori (The Art of Noises), een manifest uit 1913 van Luigi Russolo en zijn intonorumori-instrumenten, ontstond de noise muziek. In de jaren navolgend bleek dat Russolo's visie en geluidskunst een pioniersfunctie had en kreeg veel navolging. Componisten als Pierre Schaeffer, Edgar Varese, Stockhausen en John Cage hielden zich in toenemende mate bezig met herrie als ingrediënt in hun muziek. In de jaren 60 werden kenmerken van deze modern klassieke stroming vermengd met rockmuziek en ontstond de eerste noiserock. De eerste platen die noiserock bevatten zijn White Light/White Heat van de Velvet Underground en Metal Machine Music van Lou Reed. Ook de Duitse krautrock-band Faust en Les Rallizes Denudes uit Japan begonnen al vroeg met noise.
Veel vroege noise-artiesten zitten tegen de industrial aan, zoals de pioniers Throbbing Gristle en Einstürzende Neubauten, die halverwege de jaren 70 actief opkwamen.

#### No wave
No wave was een kortstondige, maar zeer invloedrijke variant van art punk aan het eind van de jaren 70 en begin jaren 80. De belangrijkste no wave-artiesten kwamen uit de Lower East Side in New York. De term no wave heeft twee betekenissen: enerzijds verwijst het naar de experimentaliteit van het genre (no wave behoorde tot geen enkele andere stijl), anderzijds is het een woordspelletje waarmee de commercialiteit van het populaire new wave genre werd verworpen. Bekende namen uit de No Wave scene zijn Glenn Branca, Lydia Lunch, Rhys Chatham en James Chance. Weliswaar niet afkomstig uit New York waren er tegelijkertijd ook andere artiesten die vergelijkbare anti-muziek maakten, zoals bijvoorbeeld Half Japanese, This Heat en The Birthday Party.
Een van de 'godfathers' van de Japanse noise is Merzbow. De artiesten uit Japan waren minder rockgeoriënteerd dan de Amerikaanse artiesten en men spreekt wel van Japanoise als het gaat om dit soort artiesten.
Een bekende band die door noise beïnvloede rock speelt is Sonic Youth. Zij zouden het genre uiteindelijk groot maken en zelfs mainstream kanalen als MTV bereiken met hun radicale muziek. Sonic Youth vermengde de esthetiek van de No wave-stroming met rockmuziek, hieruit ontstond de indierock. Andere Amerikaanse noisebands uit de jaren 80 zijn Swans, Big Black, Half Japanese, Flipper, Pussy Galore, Black Flag, Minutemen, Boss Hog, Butthole Surfers, Bongwater, Pavement (debuut), Blonde Redhead, Yo La Tengo, Gumball, Dinosaur Jr, The Jon Spencer Blues Explosion.
In Europa begonnen eind jaren zeventig The Ex, The Fall, World Domination Enterprises, The Birthday Party This Heat, Scritti Politti, the Pop Group, Swell Maps, Diamanda Galás, en eind jaren tachtig My Bloody Valentine en in Japan Boredoms. 
Halverwege de jaren 80 ontstond met The Jesus and Mary Chain de shoegaze, rock met sterke new wave-elementen voorzien van een fuzz-pedaal.
Vanuit Seattle ontstond begin jaren 90 de Grunge vanuit de noiserock van Mudhoney, Melvins, Dinosaur Jr., met als bekendste band Nirvana en de feministische Riot Grrrl-bands Hole, Babes in Toyland, Sleater Kinney, L7, Free Kitten, Bikini Kill, Huggy Bear, Bratmobile en Le Tigre. 
Eind jaren 80 kwam de lo-fi op, waarbij thuisopnames met ruis op lp en cd verschenen. De krakkemikkige geluidsopname was niet zozeer onbeholpenheid, maar tevens werd de ruis gebruikt om de liedjes van sfeer te voorzien. Artiesten: Guided by Voices, Silverjews, Sebadoh, Smog, Daniel Johnston en John Frusciantes solodebuut.
De laatste plaat van Nirvana, In Utero werd opgenomen door Steve Albini, die tevens in de noise/mathrock-formatie Shellac speelt en zingt. Mathrock is een vorm van noiserock die zich vooral kenmerkt in complexe hoekige ritme-structuren die vaak wisselen tijdens de nummers. Daarnaast wordt er veel gebruikgemaakt van onlogische akkoordprogressies. Andere mathrock die tevens noise is: Jesus Lizard, Don Caballero en noise bands uit die tijd: Unwound, Fugazi, Drive like Jehu en Polvo.
Rond de eeuwwisseling: Les Savy Fav, Ikara Colt, McLusky, The Lapse, The Van Pelt, Brainiac, Enon en Tithonus

#### Harsh Noise
Een combinatie van ultrasnelle punk en metal met noiserock is harsh noise. Bands: Melt Banana uit Japan, Lightning Bolt, Pink & Brown, The Locust.
Na 2000: AIDS Wolf, Black Dice, Japanther, Pterodactyl.
Naast de bovengenoemde harsh noise zie je na 2000 tevens een lichting opkomen die vaak polyritmische ritmes hanteren en/of teruggrijpen op de ruwe garagerock van de Stooges. De bands komen in hoofdzaak uit L.A. en New York (NYC), waarbij respectievelijk The Smell in L.A. en in New York de promotor Todd P en de concertzaal Death By Audio een belangrijke promotionele functie vervullen. Ook uit andere steden komen enkele bands.
In NYC: Be Your Own Pet, Battles, Dan Deacon, the Death Set, A Place To Bury Strangers, Oneida, Parts and Labor, Fuck Buttons, Indian Jewelry, Neptune, Mahjong, These Are Powers, Pterodactyl, Awesome Color, Magik Markers, Mind Flayer, Matt and Kim, Japanther, Ex Models, Cave en Hella. In L.A.: Liars, No Age, Abe Vigoda, Foot Village en Health. PRE, Male Bonding, Action Beat en Shit and Shine, uit Londen, The Intelligence, uit Seattle, Ponytail uit Baltimore en Women uit Calgary, Canada.

## Nederlandse noisebands
- The Ex
- Feverdream
- Treehook
- Gone Bald
- The Moi Non Plus
- Bettie Serveert

## Belgische noisebands
- Kapitan Korsakov
- Raketkanon
- Brutus
- Vandal X

## Verwante genres
- Industrial
- Krautrock
- Postrock
- Mathrock
- Soundscape
- Ambient
- No wave